# Georgius Agricola

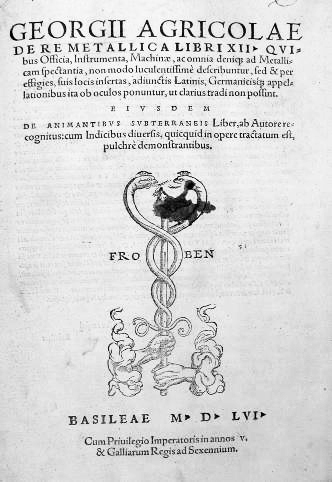
De re metallica

Georgius Agricola (Glauchau, 24 de març de 1490 – Chemnitz, 21 de novembre de 1555) va ser un científic alemany conegut per ser el pare de la mineralogia. El seu nom de fonts és Georg Pawer; i Agricola és la llatinització del seu cognom alemany Pawer/(Bauer) que significa pagès. El seu llibre més conegut porta el títol de De re metallica.
Amb només 20 anys va ser nomenat professor de grec a Zwickau, i es va dedicar a la filologia. Després de dos anys va continuar estudis a Leipzig, on rebé el suport del professor de llengües clàssiques i humanista Peter Mosellanus (1493–1525). En aquest temps Agricola va estudiar medicina, física i química. Tornà a Zwickau el 1527, on va ser metge de la localitat minera de Joachimsthal, allà va fer observacions sobre els minerals. El 1528 publicà en forma de diàleg Bermannus, sive de re metallica dialogus (Bermannus; o el diàleg de la metal·lúrgia), que és el primer intent d'abordar científicament la mineralogia. Erasme de Rotterdam va prologar l'obra.
El 1530 l'elector de Saxònia príncep Maurici el va contractar i Agricola anà a Chemnitz, que era un centre miner, aquell mateix any publicà un llibre sobre el sistema de pesos i mesures dels grecs i romans antics: De Mensuis et Ponderibus.
Agricola era catòlic i Chemnitz va passar a ser un centre del protestantisme i va ser obligat a dimitir dels seus càrrecs. El 1544 publicà De ortu et causis subterraneorum, on posava els fonaments de la geologia física i criticava les teories dels antics. El 1545 i 1546 publicà De natura eorum quae effluunt e terra; i De veteribus et novis metallis, aquesta més coneguda amb el títol de De Natura Fossilium (la naturalesa dels fòssils); El 1548 aparegué De animantibus subterraneis; i en els anys següents nombroses obres sobre els metalls.